# 384.ª Divisão de Infantaria (Alemanha)
A 384ª Divisão de Infantaria (em alemão:384. Infanterie-Division) foi uma unidade militar que serviu no Exército alemão durante a Segunda Guerra Mundial.

## Comandantes
| Comandante                                  | Data                                              |
| ------------------------------------------- | ------------------------------------------------- |
| Generalleutnant Kurt Hoffman                | 10 de janeiro de 1942 - 13 de fevereiro de 1942   |
| Generalleutnant Eccard Freiherr von Gablenz | 13 de fevereiro de 1942 - 16 de janeiro de 1943   |
| Generalmajor Hans Dörr                      | 16 de janeiro de 1943 - 31 de janeiro de 1943     |
| Generalmajor Hans Dörr                      | 17 de fevereiro de 1943 - 24 de fevereiro de 1943 |
| Generalleutnant Hans de Salengre-Drabbe     | 24 de fevereiro de 1943 - 28 de agosto de 1944    |

## Área de operações
| Alemanha                   | janeiro de 1942 - maio de 1942       |
| Frente Oriental, setor sul | maio de 1942 - outubro de 1942       |
| Stalingrado                | outubro de 1942 - janeiro de 1943    |
| França                     | fevereiro de 1943 - dezembro de 1943 |
| Frente Oriental, setor sul | dezembro de 1943 - agosto de 1944    |
| Romênia                    | agosto de 1944                       |